# Beausse
Beausse és un municipi francès situat al departament de Maine i Loira i a la regió de País del Loira. L'any 2007 tenia 380 habitants.

## Demografia

### Població
El 2007 la població de fet de Beausse era de 380 persones. Hi havia 144 famílies de les quals 36 eren unipersonals (16 homes vivint sols i 20 dones vivint soles), 52 parelles sense fills i 56 parelles amb fills.
La població ha evolucionat segons el següent gràfic:
Habitants censats

### Habitatges
El 2007 hi havia 168 habitatges, 152 eren l'habitatge principal de la família, 4 eren segones residències i 12 estaven desocupats. 165 eren cases i 2 eren apartaments. Dels 152 habitatges principals, 111 estaven ocupats pels seus propietaris, 39 estaven llogats i ocupats pels llogaters i 2 estaven cedits a títol gratuït; 6 tenien dues cambres, 18 en tenien tres, 48 en tenien quatre i 80 en tenien cinc o més. 121 habitatges disposaven pel capbaix d'una plaça de pàrquing. A 68 habitatges hi havia un automòbil i a 71 n'hi havia dos o més.

### Piràmide de població
La piràmide de població per edats i sexe el 2009 era:
| Homes | Edats   | Dones |
| ----- | ------- | ----- |
| 0     | 95 o +  | 0     |
| 0     | 90 a 94 | 4     |
| 0     | 85 a 89 | 4     |
| 0     | 80 a 84 | 0     |
| 8     | 75 a 79 | 0     |
| 16    | 70 a 74 | 24    |
| 12    | 65 a 69 | 4     |
| 4     | 60 a 64 | 12    |
| 4     | 55 a 59 | 12    |
| 16    | 50 a 54 | 16    |
| 8     | 45 a 49 | 12    |
| 8     | 40 a 44 | 8     |
| 16    | 35 a 39 | 12    |
| 8     | 30 a 34 | 20    |
| 16    | 25 a 29 | 8     |
| 12    | 20 a 24 | 4     |
| 4     | 15 a 19 | 16    |
| 4     | 10 a 14 | 12    |
| 8     | 5 a 9   | 12    |
| 8     | 0 a 4   | 12    |

## Economia
El 2007 la població en edat de treballar era de 231 persones, 181 eren actives i 50 eren inactives. De les 181 persones actives 161 estaven ocupades (87 homes i 74 dones) i 20 estaven aturades (6 homes i 14 dones). De les 50 persones inactives 22 estaven jubilades, 12 estaven estudiant i 16 estaven classificades com a «altres inactius».

### Ingressos
El 2009 a Beausse hi havia 160 unitats fiscals que integraven 401 persones, la mediana anual d'ingressos fiscals per persona era de 14.980 €.

### Activitats econòmiques
Dels 8 establiments que hi havia el 2007, 1 era d'una empresa de fabricació d'altres productes industrials, 1 d'una empresa de construcció, 4 d'empreses de comerç i reparació d'automòbils i 2 d'empreses d'hostatgeria i restauració.
Dels 3 establiments de servei als particulars que hi havia el 2009, 1 era un taller de reparació d'automòbils i de material agrícola, 1 fusteria i 1 restaurant.
L'any 2000 a Beausse hi havia 12 explotacions agrícoles.

## Equipaments sanitaris i escolars
El 2009 hi havia 2 escoles elementals.

## Poblacions més properes
El següent diagrama mostra les poblacions més properes.